# Need for Speed II
Need for Speed II — відеогра, що вийшла в 1997 році, розроблена Electronic Arts Canada та випущена Electronic Arts. Це друга гра серії Need for Speed.
Гра містить кілька екзотичних автомобілів і траси в різних частинах світу. Були прибрані поліцейські погоні, присутні в першій грі серії. З'явився фірмовий режим Knockout (у наступній гонці учасники стартують по порядку місць у попередній гонці, крім останнього, який вибуває).

## Автомобілі в грі
- McLaren F1
- Ferrari F50
- Jaguar XJ220
- Ford GT90
- Lotus GT1
- Lotus Esprit
- Italdesign Cala
- Isdera Commendatore

 Додані в Special Edition
- Ford Indigo
- Ferrari 355 Berlinetta
- Italdesign Nazca C2
- FZR 2000 (Бонусний авто)
- Tombstone (Бонусний авто)
- Bomber BFS (Бонусний авто)
- Ford Mustang Mach 3

## Саундтрек
Саундтрек до гри написали Jeff van Dyck, Saki Kaskas, Rom Di Prisco, Crispin Hands, Alistair Hirst, Robert Rigihalgh, Jay Weinland. Для кожної траси (локації) було створено по дві музичні теми.